# الکساندر رانو
الکساندر رانو (انگلیسی: Alexandre Raineau؛ زادهٔ ۲۱ ژوئن ۱۹۸۶) بازیکن فوتبال اهل فرانسه است.
از باشگاه‌هایی که در آن بازی کرده‌است می‌توان به باشگاه فوتبال کان اشاره کرد.